# Heptanitrocubane
L'heptanitrocubane est un explosif expérimental basé sur la molécule de cubane de forme cubique à 8 atomes de carbone et est étroitement lié à l'octanitrocubane. Sept des huit atomes d'hydrogène à chaque coin de la molécule de cubane sont remplacés par un groupement nitrite donnant la formule finale de la molécule à savoir : C8H(NO2)7.
Comme c'est le cas avec l'octanitrocubane, les quantités d'heptanitrocubane sont trop faibles pour procéder à des tests détaillés sur sa puissance et sa stabilité. Néanmoins, l'hypothèse est avancée que cet explosif aurait des performances légèrement meilleures que l'HMX, mais il reste moins puissant que l'octanitrocubane, qui possède une structure optimale. Sa vélocité explosive est de 9 200 m/s et son coefficient d'efficacité est fort proche de celui de l'octanitrocubane, +/- 2,38 fois plus puissant que le TNT à masse égale.
L'heptanitrocubane a été synthétisé pour la première fois par la même équipe qui synthétisa l'octanitrocubane, Philip Eaton et Mao-Xi Zhang à l'université de Chicago, en 1999.